# Franz Förster (Politiker, 1902)
Franz Förster (* 5. Januar 1902 in Neustadt bei Coburg; † 23. Februar 1985 ebenda) war ein deutscher Lehrer und Politiker (SPD).

## Leben
Förster besuchte die Volksschule in Neustadt bei Coburg und ein Lehrerseminar in Coburg. Von 1923 bis 1925 war er als Junglehrer in Thüringen tätig. Von 1928 an legte er ein Ergänzungsabitur mit parallelem Studium in Geschichte, Englisch und Sport an den Universitäten Jena und Berlin ab. Daraufhin war er als Lehrer an verschiedenen höheren und Berufsschulen der Reichshauptstadt tätig. Er nahm am Zweiten Weltkrieg teil und saß in amerikanischer Gefangenschaft, aus der er Anfang 1946 entlassen wurde. Danach stieg er wieder in den Beruf des Lehrers ein, diesmal an der Städtischen Realschule und Berufsschule in Neustadt bei Coburg, ehe er zum staatlichen Mittelschuloberlehrer aufstieg. Er war zudem Kreisvorsitzender des VDK und der Arbeiterwohlfahrt.
Förster gehörte von 1948 bis 1952 dem Stadtrat seiner Heimatstadt an. Von 1950 bis 1970 war er Mitglied des Bayerischen Landtags. Er wurde dabei stets direkt gewählt im Stimmkreis Coburg-Stadt und -Land, Neustadt bei Coburg.